# مالیشف ۱۷۱۳۹
سیارک ۱۷۱۳۹ (به انگلیسی: 17139 Malyshev، نامگذاری:1999JS86) هفده هزار و صد و سی و نهمین سیارک کشف شده‌است که در ۱۲ مه ۱۹۹۹ کشف شد.
قدر مطلق سیارک برابر ۱۹.۵ است.